# 歐文·湯普森

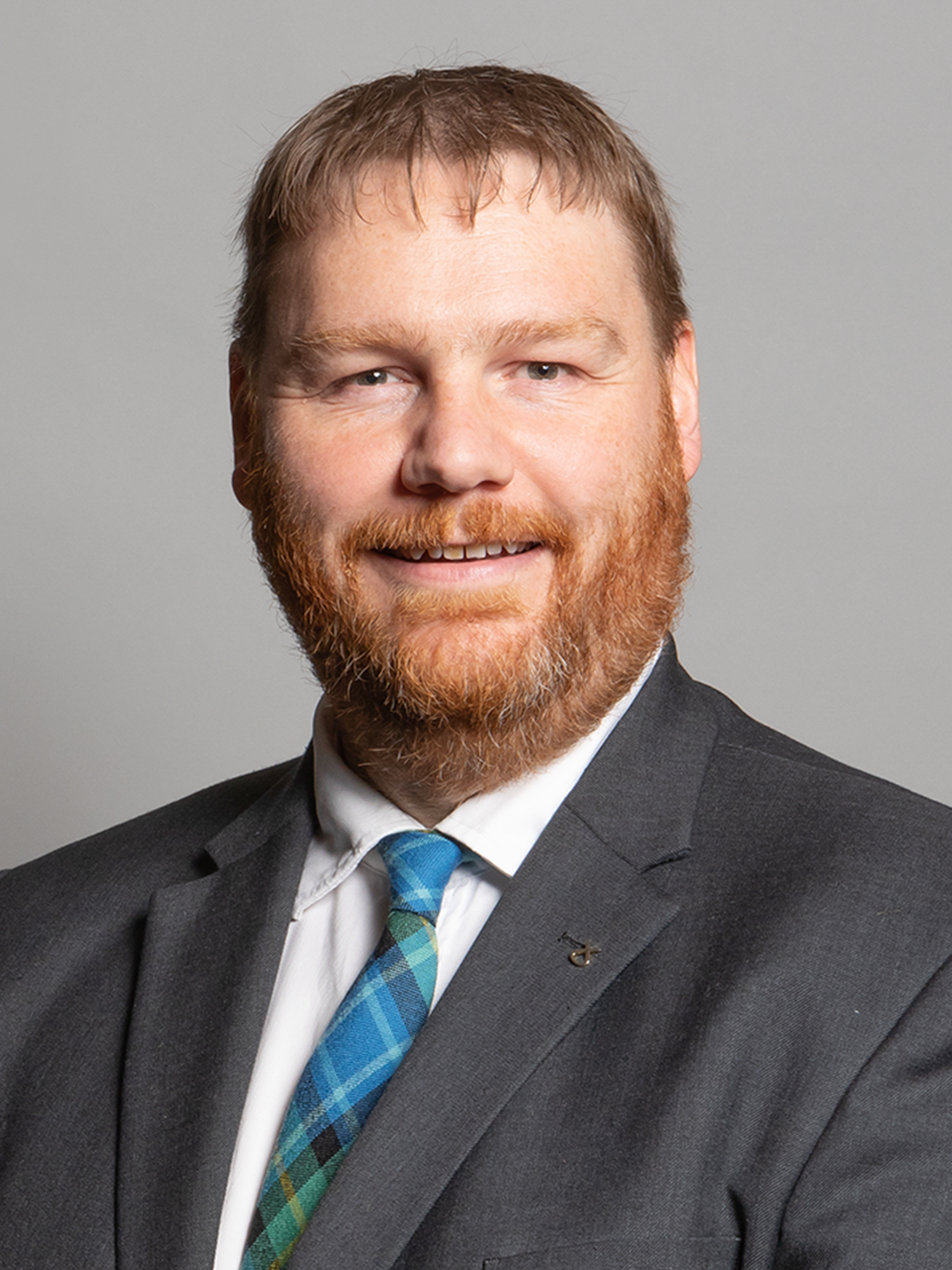

歐文·湯普森（英語：Owen Thompson，1978年3月17日—）是一位蘇格蘭政治人物，他的黨籍是蘇格蘭民族黨。自2015-2017年和2019年起，他擔任中洛錫安選區選出的國會議員。他畢業於愛丁堡納皮爾大學，主修會計和金融。

## 谴责中国政府
2020年9月8日在工党希柏恩·麦克唐纳的协调下，与包括英国保守党外交事务委员会主席托马斯·图根达特、自由民主党领袖爱德·戴维，以及英国绿党、苏格兰民族党和威尔士党在内的130多名议员给中国驻英大使刘晓明写信，联名谴责中国政府针对新疆维吾尔穆斯林的行为。